# Nowaja (Chatangagolf)
Die Nowaja (russisch Новая) ist ein etwa 90 km langer, nordwestlicher Zufluss des zur Laptewsee zählenden Chatangagolfs (Trichtermündung der Chatanga) im Norden der russischen Region Krasnojarsk.

## Flusslauf
Die Nowaja entsteht etwa 900 km nördlich des nördlichen Polarkreises auf der Taimyrhalbinsel. In der dortigen Taimyrsenke, dem Mittelteil des Nordsibirischen Tieflands, entfließt sie dem Arylachsee, der südöstlich des nahen Kungasalachsees und nordöstlich des etwas entfernten Portnjaginosees auf etwa 68 m Höhe liegt und unter anderem vom Arylach-Jurjach gespeist wird.
In der Taimyrsenke fließt die windungsreich durch unbesiedeltes Gebiet verlaufende Nowaja überwiegend ostsüdostwärts. Dabei nimmt sie kurz vor der Hälfte ihrer Fließstrecke mit der Kleinen Nowaja ihren zweitlängsten und kurz vor ihrem Einfließen in die Nowajalagune, in welche die Poperetschnaja mündet, mit der Labasnaja ihren längsten Nebenfluss auf.
Schließlich mündet die Nowaja nach Durchfließen der Nowajalagune auf 0 m Höhe in den Chatangagolf, der insbesondere die Chatanga aufnehmend zur etwas östlich befindlichen Karasee als Teil des Nordpolarmeers über leitet; etwa 37 km östlich ihrer Mündung liegt im Golf die Insel Maly Begitschew.

## Einzugsgebiet, Seen und Zuflüsse
Das Einzugsgebiet der Nowaja ist etwa 4160 km² groß. Zu ihren Zuflüssen gehören (flussabwärts betrachtet): Kleine Nowaja, Poperetschnaja und, als Zufluss der Nowajalagune, Labasnaja.

## Klima, Hydrologie und Flora
Die Winter an der Nowaja sind lang und extrem kalt, die Sommer kurz und kalt. Die größte Zeit des Jahres ist der Fluss von Eis bedeckt. Wenn im Sommer der Permafrostboden antaut und Eis und Schnee schmelzen, entstehen oftmals starke Hochwasser. Die Nowaja fließt durch Landschaften aus Frostschuttwüsten und Tundra mit Moosen und Flechten sowie zahlreichen Seen und Sümpfen.